# Babakanmulya (Cigugur)
Babakanmulya is een bestuurslaag in het regentschap Kuningan van de provincie West-Java, Indonesië. Babakanmulya telt 2824 inwoners (volkstelling 2010).